# Stanisław Schaetzel (1856–1942)
Stanisław Schaetzel de Merzhausen, także jako Schätzel (ur. 1856 w Lubaczowie, zm. 1942 we Lwowie) – polski adwokat, poseł do Sejmu Krajowego Galicji VII, VIII, IX i X kadencji od 1895 do 1914, burmistrz Brzeżan.

## Życiorys
Syn Antoniego Schaetzel de Merzhausen (radca Sądu Krajowego Wyższego) i Antoniny Groman von Gronau. Jego żoną była Paulina z domu Sochanik (1870–1943). Ich dziećmi byli Stanisław (1888–1955, specjalista prawa gospodarczego, działacz przemysłu naftowego, wykładowca), Włodzimierz (1889–1948), Maria (ur. 1890), Tadeusz (1891–1971, oficer Wojska Polskiego, dyplomata i polityk, działacz ruchu prometejskiego, pułkownik dyplomowany artylerii Wojska Polskiego).
Został adwokatem. W okresie zaboru austriackiego w ramach autonomii galicyjskiej był wybieranym na posła Sejm Krajowy Galicji VII kadencji (1895–1901) (uzyskał mandat po dodaniu okręgu wyborczego 20. Okręg Brzeżany-Złoczów na okres VI sesji od 1900 do 1901), VIII kadencji (1901–1907), IX kadencji (1908–1913), X kadencji (1913–1914) z III kurii, okręg Brzeżany-Złoczów.
Przed 1914 był członkiem rady zawiadowczej Pierwszego Galicyjskiego Towarzystwa Akcyjnego Budowy Wagonów i Maszyn w Sanoku.
Zamieszkiwał przy ulicy Listopada 96 we Lwowie.